# Новотравне
Новотра́вне (рос. Новотравное) — село у складі Ішимського району Тюменської області, Росія.
Населення — 667 осіб (2010, 744 у 2002).
Національний склад станом на 2002 рік:
- росіяни — 81 %